# Parque nacional Monte Ossa
Monte Ossa es un parque nacional en Queensland (Australia), ubicado a 838 km al noroeste de Brisbane.

## Datos
- Área: 8,7 km²
- Coordenadas: 20°58′45″S 148°49′12″E / -20.97917, 148.82000
- Fecha de Creación: 1994
- Administración: Servicio para la Vida Salvaje de Queensland
- Categoría IUCN: II